# Cuerpo de tropas
Se llama cuerpo de tropas a la reunión concertada y organizada de tropas de varias armas. 
Así que un ejército, una división o una brigada son un cuerpo de tropas. Un regimiento forma cuerpo de tropas y lo es también el conjunto de compañías distintas de otros cuerpos, como igualmente un batallón de cazadores o de otro instituto cuya organización y administración es independiente. 